# Heron Azevedo
Heron Azevedo (Rio de Janeiro, ...) è un giocatore di football americano brasiliano, che gioca come wide receiver per i Moura Lacerda Dragons.

## Palmarès
- Sulamericano (2023)
- 1 Brazil Bowl (João Pessoa Espectros, 2019)
- 5 Nordeste Bowl (João Pessoa Espectros, 2016, 2017, 2018, 2019, 2022)